# بی‌دین (فیلم ۱۹۵۴)
بی‌دین (به هندی: Nastik) و (به انگلیسی:  The Atheist) فیلمی هندی محصول سال ۱۹۵۴ و به کارگردانی آی.اس. جوهر است. در این فیلم بازیگرانی همچون نالینی جایوانت، آجیت خان، اوتاس، راج مهرا، آی.اس. جوهر، لیلا میشارا و محمود علی ایفای نقش کرده‌اند.